# Ригелсберг
Ригелсберг (њем. Riegelsberg) општина је у њемачкој савезној држави Сарланд. Посједује регионалну шифру (AGS) 10041517.

## Географски и демографски подаци
Општина се налази на надморској висини од 337 метара. Површина општине износи 14,7 km². У самом мјесту је, према процјени из 2010. године, живјело 15.113 становника. Просјечна густина становништва износи 1.028 становника/km².

## Међународна сарадња
| Мјесто | Држава    | Врста сарадње | Од    |
| ------ | --------- | ------------- | ----- |
| Жизо   | Француска | партнерство   | 1970. |
| Извор  |           |               |       |